# Gymnopilus hillii
Gymnopilus hillii là một loài nấm thuộc họ Cortinariaceae.